# Kansri Boonpragob
Kansri Boonpragob (Thai: กัณฑรีย์ บุญประกอบ; Aussprache: [kan.siː bun.prà.kɔ̀p]; andere Schreibweisen: Kansee, Kansi oder Kantaree Boonprakob) ist eine thailändische Klimatologin.
Boonpragob forscht als Professorin in der Abteilung für Biologie an der naturwissenschaftlichen Fakultät der Ramkhamhaeng-Universität in Bangkok. Sie arbeitet dort u. a. an der Erforschung des sauren Regens.
Wegen ihrer Forschungen wurde Boonpragob in das Intergovernmental Panel on Climate Change berufen. Im Jahr 2007 war sie als Vice-Chair der Arbeitsgruppe I „The Physical Science Basis“ in verantwortlicher Position an der Erstellung des Vierten Sachstandsberichts beteiligt.